# Alec John Such
Alec John Such (Yonkers, New York, 14. studenog 1956.), američki glazbenik.
Bivši je basist rock sastava Bon Jovi kojeg je napustio 1994. godine.